# SN 2007uc
SN 2007uc – supernowa typu Ia odkryta 7 listopada 2007 w galaktyce A021015-0404. Jej jasność pozostaje nieznana.